# Текор
Текор (арм. Տեկորի տաճար; также известный как базилика Текор и церковь Святого Саргиса в Текоре) — армянская церковь V века, расположенная в городе Дигор (прежнее название — Текор) провинции Карс Турции. Разрушен до основания после 1920 года.

## История
Эта церковь в настоящее время считается самой ранней из известных купольных армянских церквей. Была построена на территории исторического гавара Ширак области Айрарат Армении.
На западном портале существовала надпись о строительстве храма «ромеем» Ураном по заказу армянского князя Саака Камсаракана (из династии Камсаракан) в 485—490 годах.
Возведённая в V веке, была дважды разрушена землетрясением. Здание оставалось в целости до 1912 года, пока землетрясение не обрушило купол, большую часть крыши и часть южного фасада. Тем не менее, оставалась действующей до 1920 года, когда остававшееся местное армянское население было выслано турецким правительством.
В течение XX века церковь была разобрана, поэтому, при его изучении, исключительную ценность представляют архивные фотоматериалы начала XX века и дневники раскопок Н. Я. Марра 1892 и 1907—1908 годов. На основе материалов Марра, был осуществлен ряд изданий, в том числе подробная публикация храма, подготовленная Торосом Тораманяном после его экспедиции в Армению, изданная в 1911 году и повлиявшая на все дальнейшие исследования Текора, хотя в самом издании имеется множество неточностей. С одной стороны, существует позиция Т. Тораманяна, А. А. Саиняна и западных исследователей, полагающих, что трехнефная базилика, перестроенная из языческого храма, в конце V — начале VI веков, была вновь перестроена в купольный храм с добавлением пастофориев. Н. Я. Марр уже во время раскопок предположил, что в Текорском храме имеется «случай перестройки чистой базилики в базилику с… куполом», то есть он допускал только вторую перестройку, исключая существование языческого храма. А. М. Высоцкий сузил дату постройки храма временем между 484 и 490 годом. Саак Когян, написавший монографию, посвященную Камсараканам, датировал строительство храма между 486 и 500 годов. Армен Казарян полагает, что храм построен между 485 и 490 годами.
В 1920-м археолог Ашхарбек Калантар писал: «Гигантская церковь Текора рухнула и представляет собой жалкую картину. Изображение настолько волнующее, что сначала нужно некоторое время, чтобы оправиться от шока». В 1936 году ещё одно землетрясение нанесло церкви ущерб. Последующие разрушения Текора — дело рук человека.

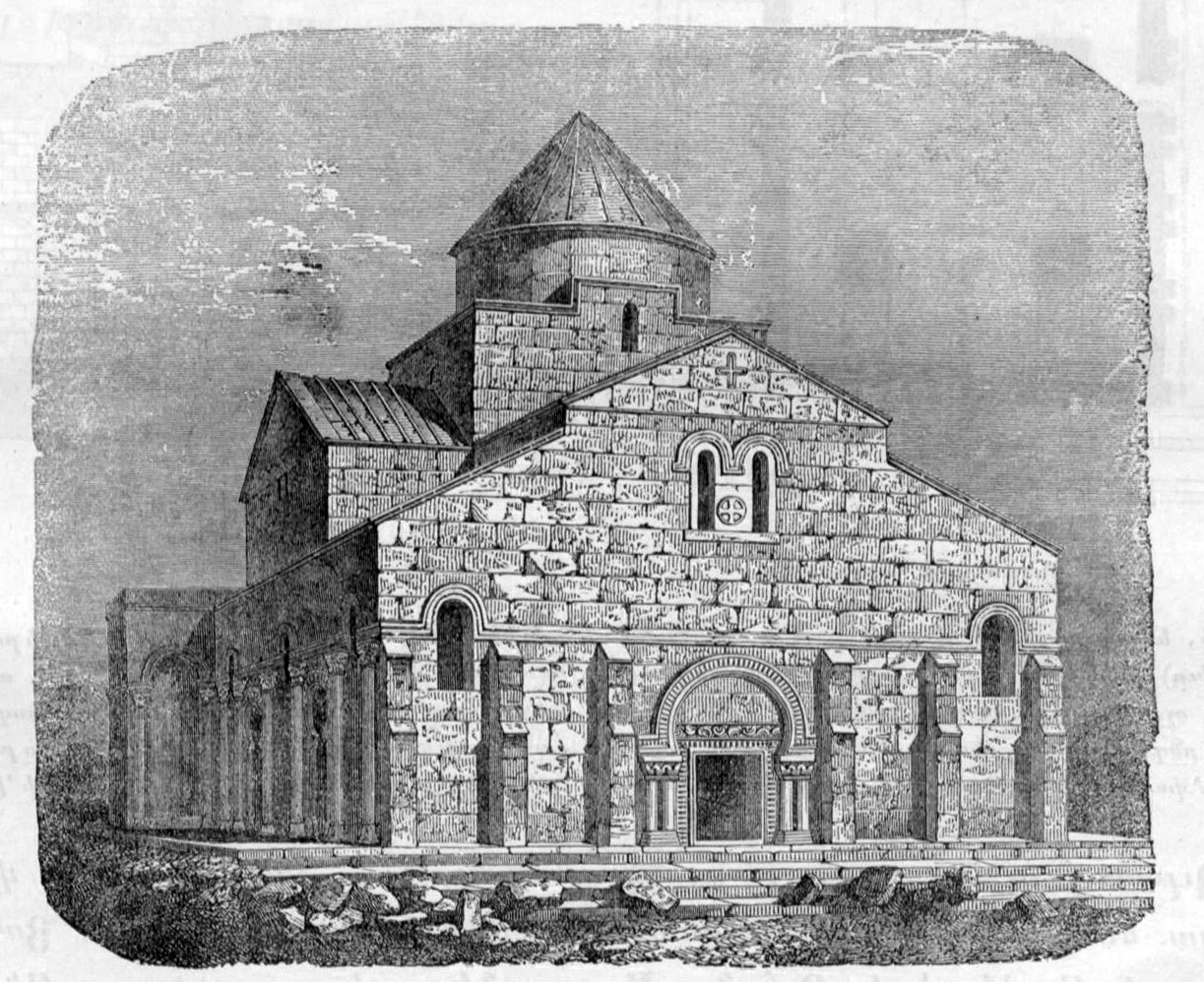
Церковь Текор в 1881 году
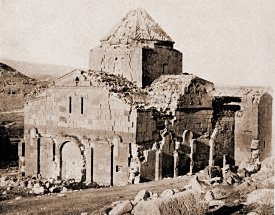
Церковь Текор до разрушения землетрясением 1912 года

## Устройство церкви
Это один из наиболее ранних примеров купольной постройки с четырьмя опорами, возведенной на основе базилики укороченных пропорций.
Строительная надпись, вырезанная на перемычке и в тимпане западного портала снизу вверх, гласит: «Саак Камсаракан построил этот мартирий (вкайаран) святого Саркиса в свое ходатайство и всего рода и жены и сыновей и возлюбленных и… было основано это место рукой Иохана армян католикоса и Иохана, Аршаруни епископа и Тайрона Текора монастыря настоятеля и Манана эконома (и) Урана ромея, который с(троил, строитель?)».
Будучи окружённой с трёх сторон колонными залами, отличалась богатым внешним убранством. В интерьере алтарную апсиду покрывала фреска. Массивные пилоны поддерживали уникальный в своём роде кубообразный купол — самый ранний из каменных образцов наружного свода в армянской архитектуре.
Первоначально церковь имела четыре входа: один на запад, один на юг и два на север. В более поздний период эти двери были закрыты, за исключением самого западного входа с северной стороны, который был уменьшен в размерах. Эти двери были обрамлены визуально мощными порталами подковообразных арок, опирающимися на косяки сдвоенных закладных колонн. Эти колонны имели резные капители из зубчатых и очень стилизованных листьев аканта. На притолоке над каждой дверью был вырезан странный мотив извивающейся пальметты. Все большие окна были уменьшены в размерах в какой-то отдаленный период, возможно, во время багратидской реставрации (вероятно, к этой реставрации относится и внешняя пирамидальная крыша купола).